# Burning (película)
Burning (en hangul, 버닝; romanización revisada, Beoning) es una película dramática de tensión psicológica, de nacionalidad surcoreana, estrenada en 2018 y dirigida, producida y coescrita por Lee Chang-dong. Está basada en el cuento "Barn Burning" de Haruki Murakami y  está protagonizada por Yoo Ah-in, Steven Yeun, y Jeon Jong-seo.
La película se presentó el 16 de mayo de 2018, en el 2018 Festival de Cine de Cannes, donde compitió por la Palma de Oro. Fue estrenada al día siguiente en Corea del Sur, y el 26 de octubre de 2018 en Estados Unidos. Recibió elogios de la crítica, especialmente por su ambigua narrativa y actuaciones. También fue seleccionada para competir como Mejor Película Extranjera en los Premios de la Academia, aunque finalmente no fue elegida.

## Argumento
Un aspirante a novelista joven, Lee Jong-su (Yoo Ah-in) tiene trabajos ocasionales en Paju. Un día se encuentra con Shin Hae-mi (Jeon Jong-seo), una vecina de la infancia y compañera de clase. Jong-su inicialmente no la recuerda, pero Shin Hae-mi le dice que se sometió a una cirugía plástica. Jong-su luego recuerda y le da un reloj rosado que había ganado en un sorteo. Más tarde, ella le cuenta sobre su próximo viaje a África y le pide que alimente a su gato, Boil, mientras ella está ausente. Algún tiempo antes de la partida de Hae-mi, el padre de Jong-su, un ganadero, está enredado en asuntos legales, y Jong-su tiene que regresar a la granja. Jong-su pasa por el departamento de Hae-mi, donde recibe instrucciones sobre cómo alimentar al gato. Una vez en el departamento, ambos jóvenes tienen sexo.
Después de que Hae-mi se va, Jong-su alimenta obedientemente a su gato, aunque él nunca lo ve. Sin embargo, sabe que hay un gato allí porque encuentra heces en la caja de arena. Él también comienza a masturbarse habitualmente en su departamento. Un día, Hae-mi llama, diciendo que se había quedado varada en el aeropuerto de Nairobi durante tres días después de un bombardeo cercano. Cuando Jong-su va a recogerla, ella llega con Ben (Steven Yeun), a quien conoció y con quien se unió durante la crisis. Los tres salen a cenar, donde Hae-mi recuerda una puesta de sol que presenció durante sus viajes. Conmovida por el recuerdo, llora y les confiesa que quería desaparecer. Ben es rico y confiado, aunque nunca está del todo claro a qué se dedica. También señala que nunca lloró en toda su vida. Jong-su, luchando por sobrevivir y cuidando la granja de su familia mientras su padre está en prisión, envidia a Ben y su relación con Hae-mi.
Pasando el rato en la granja de Jong-su, Hae-mi tiene un recuerdo de su infancia en el que Jong-su la rescató después de que cayó en un pozo cerca de su casa, algo que Jong-su no recuerda. El trío fuma cannabis y Hae-mi baila en topless. Después de que Hae-mi se haya quedado dormida en el sofá, Ben confiesa un pasatiempo extraño: cada dos meses, quema un invernadero abandonado. Y señala que el barrio rural de Jong-su está lleno de invernaderos. Cuando se le pregunta cuándo tendrá lugar su próximo incendio, Ben afirma que será muy pronto y cerca de la casa de Jong-su. Jong-su le reclama a Hae-mi por desnudarse delante de otros hombres, llamándola prostituta. Hae-mi entra silenciosamente en el auto de Ben y cuando salen Jong-su le dice a Ben que vigilará los invernaderos en su área.
Esa noche, Jong-su sueña con él mismo de niño mientras se acerca a un invernadero en llamas. Al despertar, mira las ruinas de un invernadero en la granja y recupera el encendedor de Ben de la noche anterior.
Durante los días siguientes, Jong-su patrulla alrededor del vecindario para ver si se queman algunos invernaderos, pero nada sucede. Una tarde, frente a un invernadero intacto que está inspeccionando, recibe una llamada de Hae-mi, que se corta después de unos segundos de ruidos ambiguos. Jong-su se preocupa porque ella no responde ninguna de sus llamadas, y comienza a investigar después de que su número de teléfono se desconecta. Finalmente, convence a la casera de que lo deje entrar al departamento de Hae-mi para poder alimentar a su gato. Sin embargo, ella señala que no se permiten animales en el edificio. El apartamento de Hae-mi está anormalmente limpio, su maleta rosa permanece y no hay señales del gato. Jong-su comienza a acosar a Ben, comienza en su departamento y lo sigue para ver a dónde va. Cuando ve el Porsche de Ben estacionado afuera de un restaurante, entra para hablar con él. Ben parece sorprendido y es amigable con Jong-su. Una mujer joven de repente se acerca a la mesa, disculpándose con Ben por llegar tarde. Cuando los tres salen del restaurante, Jong-su le pregunta a Ben si ha tenido noticias de Hae-mi y si ella se había ido de viaje. Ben dice que no ha sabido nada de ella, y duda que ella se haya ido de viaje porque no tenía el dinero. Hablando de ella en tiempo pasado, Ben dice que Hae-mi se esfumó y que Jong-su era la única persona en la que confiaba. Él dice que lo puso celoso por primera vez en su vida.
Jong-su comienza a buscar pistas.Va al restaurante familiar de Hae-mi, preguntando si la historia del pozo es cierta pero su madre lo niega, afirmando que Hae-mi siempre inventó historias y que no existía tal pozo. Jong-su pregunta a los nuevos propietarios de su antigua casa y no recuerdan la existencia del pozo en sí. Más tarde, Jong-su recibe una llamada de su madre, de quien no ha tenido noticias en muchos años. Él se encuentra con ella y ella dice que recuerda el pozo.
Un día, Ben encuentra a Jong-su fuera de su casa. Ben le pregunta por qué estaba allí y Jong-su le dice que quiere hablar de Hae-mi con él. Ben lo invita a una reunión en su departamento donde Jong-su descubre que Ben tiene un nuevo gato que, según él, fue rescatado de la calle. Las sospechas de Jong-su aumentan aún más cuando visita el baño y encuentra un reloj rosado reciente, similar al que le había regalado a Hae-mi, escondido en un cajón que contiene otras piezas de joyería para mujeres. Poco después, el gato de Ben sale corriendo del departamento hacia el garaje y Jong-su llama al gato "Boil", el mismo nombre que el gato de Hae-mi, y el gato se acerca a él. Jong-su intenta irse pero Ben lo detiene, preguntándole si no quiere hablar de Hae-mi y Jong-su le dice que ya no necesita hacerlo.
Jong-su comienza a escribir su novela en el departamento de Hae-mi. Se ve a Ben maquillándose con una joven en su departamento. Jong-su pide encontrarse con Ben en el campo, alegando que está con Hae-mi. Después de que Ben descubre que Hae-mi no está allí, le pregunta dónde está, Jong-su procede a apuñalar a Ben varias veces. Aturdido por sus acciones, Ben comienza a llorar y abraza a Jong-su en sus últimos momentos hasta su muerte. Jong-su rocía el auto y el cuerpo de Ben con gasolina y lo incendia todo, arrojando también su ropa empapada de sangre. Luego se dirige hacia su camioneta, alejándose mientras el auto se quema.

## Reparto
- Yoo Ah-in: Lee Jong-su.
- Jeon Jong-seo: Shin Hae-mi.
- Steven Yeun: Ben.
- Kim Soo-kyung: Yeon-ju.
- Choi Seung-ho: Lee Yong-seok.
- Moon Sung-keun: abogado.
- Min Bok-gi: juez.
- Ban Hye-ra: Jong-su, madre.
- Lee Bong-ryun: hermana Shin Hae-mi.
- Jang Won-hyung: Won Hyung.
- Ok Ja-yeon: Ja-yun.
- Kim Shin-rok: Shin-rok.
- Song Duk-ho: empleado del centro logístico.
- Lee Joong-ok: patrullero.

## Rodaje
El rodaje fue programado para comenzar en noviembre de 2016, pero se retrasó por una disputa entre Murakami y la NHK, que posee los derechos de muchas de las obras de Haruki Murakami.
En octubre de 2016, Lee Chang-dong, en el transcurso del Festival Internacional de Cine de Busan, declaró que trabajaba en "una historia sobre los jóvenes en el mundo de hoy. Cuando piensa en su vida y el mundo, se debe sentir como un misterio". En septiembre de 2017, el estudio dijo que se había terminado el guion de la película. Ya en 2016, se sabía que Gang Dong-won y Yoo Ah-in protagonizarían la película, pero no hubo anuncio oficial alguno. El 5 de septiembre de 2017 se anunció que Yoo Ah-in había confirmado su participación. Tres días más tarde, se confirmó la participación de Jeon Jong-seo. El 20 de septiembre, Steven Yeun se unió a la película.
El rodaje comenzó el 11 de septiembre de 2017, y terminó el 30 de enero de 2018 en Paju.

## Estreno

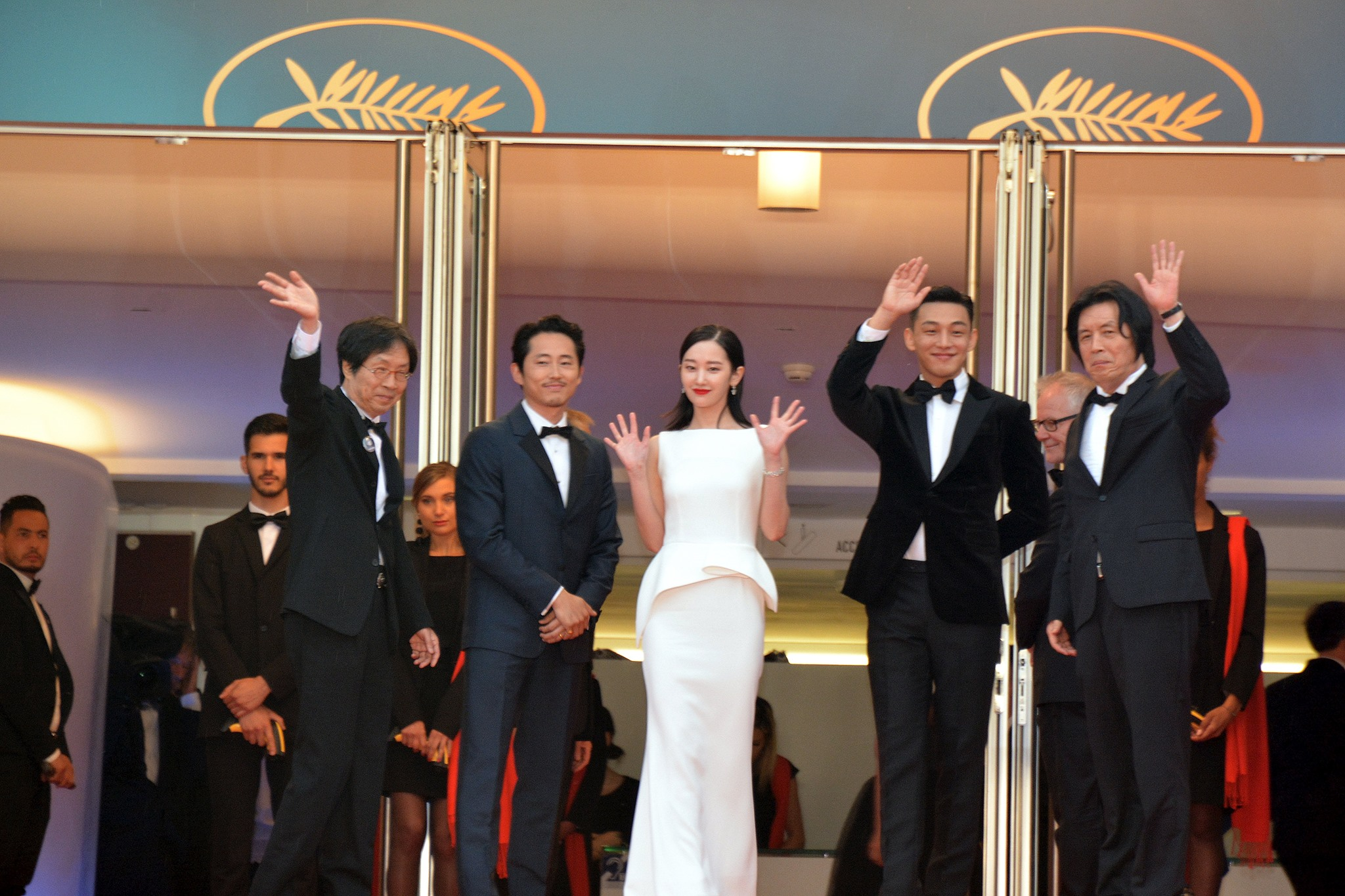
Elenco y director en el 2018 Festival de Cine de Cannes.

Burning, primera película dirigida por Lee Chang-dong en ocho años, era muy esperada por la crítica, lo que le permitió ser presentada en el Festival de Cine de Cannes de 2018. Lee había dirigido películas muy distintas: Milyang (2007) y Poesía (2010). En abril de 2018, se anunció que Burning competiría en el Festival de Cine de Cannes de 2018.
La cinta fue vendida a más de 100 países y territorios durante el Festival de Cannes, como Hong Kong, China, Taiwán, Singapur, Reino Unido, Japón, Australia, Nueva Zelanda, España, Grecia, Polonia y Turquía.